# 프로젝트 971 슈카-B형 잠수함
프로젝트 971 슈카-B급 잠수함(러시아어: Подводные лодки проекта 971 Щу́ка-Б)은 러시아의 핵추진 공격 잠수함이다. 나토에서는 아쿨라급 잠수함(Akula class submarine)으로 분류한다.
아쿨라 II급 잠수함은 총 3척이 건조되었다. 1994년 12월 10일 진수된 K-157 Vepr가 1번함이며, 2번함 K-335	Gepard는 1999년 9월 17일에 진수되었다. 3번함 K-152 Nerpa는 2006년 7월 4일 진수되었다. 1994년 진수된 1번함은, 당시 존재하던 미국의 최신형 LA급 잠수함(SSN-751 이후)보다 조용한 최초의 소련 잠수함이 되었다.

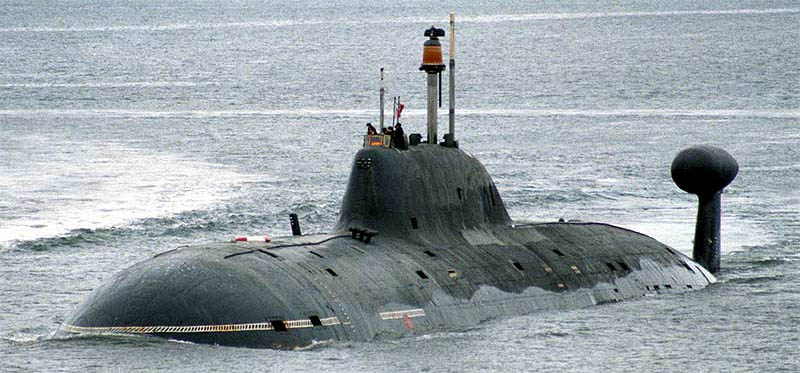
항해중인 슈카-B급 베프함

## 인도에 리스
아쿨라급의 마지막 잠수함인 네르파함은 인도에 리스되었다. 소련 붕괴 전후에 예산문제로 건조가 중단되었다가 인도가 리스하기로 하여, 인도의 예산지원을 받아 진수되었다. 2010년 현재 인도 해군 유일한 공격원잠(SSN)이다. 인도는 아쿨라급 2척을 리스 계약했다. 인도는 1988년에 찰리급 잠수함을 3년간 리스한 적이 있다.

## 순항미사일
아쿨라급 잠수함에는 사거리 3000 km인 RK-55 순항미사일을 533mm 어뢰관에서 발사할 수 있다.

## 같이 보기
- RK-55 - 러시아판 토마호크 미사일
- LA급 잠수함 - 미국판 아쿨라급이다. 아쿨라급이 17척 건조된 것에 비해, LA급은 62척이나 건조되었다.